# 대한민국 형사소송법 제295조
대한민국 형사소송법 제295조는 증거신청에 대한 결정에 대한 형사소송법의 조문이다.

## 조문
제295조(증거신청에 대한 결정)법원은 제294조 및 제294조의2의 증거신청에 대하여 결정을 하여야 하며 직권으로 증거조사를 할 수 있다.  <개정 1987.11.28.>

第295條(證據申請에 對한 決定)法院은 第294條 및 第294條의2의 證據申請에 對하여 決定을 하여야 하며 職權으로 證據調査를 할 수 있다.  <개정 1987.11.28.>

## 참고 문헌
- 손동권 신이철, 새로운 형사소송법(초판, 2013), 세창, 2013. ISBN 9788984114081